# Yordanis García
Yordanis García Barrisonte (San Juan y Martínez, 21 novembre 1988) è un ex multiplista cubano.

## Biografia
Nato nella provincia di Pinar del Río, García ottiene il suo primo successo internazionale nel 2005, gareggiando nell'octathlon ai Mondiali allievi in Marocco. L'anno successivo è arrivato secondo ai Mondiali juniores di Pechino. Nel 2007 debutta nei seniores, vincendo la medaglia d'argento alle spalle del giamaicano Maurice Smith., manifestazione in cui quattro anni più tardi ha vinto un bronzo. Nel corso della sua carriera ha preso parte, inoltre, a numerose edizioni dei Mondiali, ma soprattutto a tre edizioni consecutive dei Giochi olimpici da Pechino 2008 a Rio de Janeiro 2016. Nel 2009 e dal 2013 al 2015 ha vinto quattro volte il titolo panamericano di prove multiple.
È nipote dell'ostacolista Yenima Arencibia, che ha preso parte ai Giochi olimpici di Pechino 2008.

## Palmarès
| Anno | Manifestazione      | Sede           | Evento    | Risultato | Prestazione | Note             |
| ---- | ------------------- | -------------- | --------- | --------- | ----------- | ---------------- |
| 2005 | Mondiali allievi    | Marrakech      | Octathlon | Oro       | 6482 p.     |                  |
| 2006 | Mondiali juniores   | Pechino        | Decathlon | Argento   | 7850 p.     |                  |
| 2007 | Giochi panamericani | Rio de Janeiro | Decathlon | Argento   | 8113 p.     |                  |
| 2007 | Mondiali            | Osaka          | Decathlon | 8º        | 8257 p.     | Record nazionale |
| 2008 | Giochi olimpici     | Pechino        | Decathlon | 14º       | 7992 p.     |                  |
| 2009 | Mondiali            | Berlino        | Decathlon | 7º        | 8387 p.     |                  |
| 2011 | Mondiali            | Taegu          | Decathlon | dnf       | dnf         |                  |
| 2011 | Giochi panamericani | Guadalajara    | Decathlon | Bronzo    | 8074 p.     |                  |
| 2012 | Mondiali indoor     | Istanbul       | Eptathlon | 7º        | 5704 p.     |                  |
| 2012 | Giochi olimpici     | Londra         | Decathlon | 14º       | 7956 p.     |                  |
| 2014 | Giochi CAC          | Veracruz       | Decathlon | Oro       | 7854 p.     |                  |
| 2015 | Giochi panamericani | Toronto        | Decathlon | 5º        | 7919 p.     |                  |
| 2015 | Mondiali            | Pechino        | Decathlon | dnf       | dnf         |                  |
| 2016 | Giochi olimpici     | Rio de Janeiro | Decathlon | 18º       | 7961 p.     |                  |